# Fakhel
Fakhel – gaun wikas samiti w środkowej części Nepalu w strefie Narajani w dystrykcie Makwanpur. Według nepalskiego spisu powszechnego z 2001 roku liczył on 906 gospodarstw domowych i 4856 mieszkańców (2554 kobiet i 2302 mężczyzn).